# The Howards of Virginia
The Howards of Virginia ist ein US-amerikanisches Filmdrama von Regisseur Frank Lloyd aus dem Jahr 1940 mit Cary Grant in der Hauptrolle. Als literarische Vorlage diente der  Roman The Tree of Liberty von Elizabeth Page.

## Handlung
Virginia Mitte des 18. Jahrhunderts: Das Schicksal des jungen Matt Howard, einem Hinterwäldler aus ärmlichen Verhältnissen, ändert sich entscheidend, als er den jugendlichen Thomas Jefferson kennenlernt. Sie freunden sich an – und als Matt Jahre später als Landvermesser nach Williamsburg zieht, sorgt Jefferson dafür, dass sein Freund bei der reichen Familie Peyton unterkommt. Doch als die Peytons von Matts bäuerlichen Wurzeln erfahren, wird er von ihnen entlassen. Matt kehrt jedoch zurück, um Jane Peyton, der Tochter des Hauses, den Hof zu machen. Jane ist ihrerseits entschlossen, aus Matt einen gebildeten und geachteten Mann zu machen. Zum Entsetzen ihrer Familie, insbesondere ihres Bruders Fleetwood, heiratet Jane Matt und zieht mit ihm in die einsame Wildnis des Shenandoahtals, wo sie fortan eine Plantage bebauen. Als ihr erstes Kind, ein Junge, den sie Peyton nennen, verkrüppelt zur Welt kommt, fällt es Matt schwer, seinen Sohn zu akzeptieren, zumal er ihn an Fleetwood erinnert, der ebenfalls behindert ist.
Als Matt in der Gegend zunehmend an Ansehen gewinnt, wird er von Jefferson ermutigt, in die Politik einzusteigen und sich zur Wahl ins „House of Burgess“ zur Verfügung zu stellen. Matt geht bei der Wahl tatsächlich als Sieger hervor und wird der neue Repräsentant seiner Region. Als sich zwischen Großbritannien und den Kolonien in Amerika eine kriegerische Auseinandersetzung anbahnt, tritt Matt der Armee bei, obgleich Jane ihn bittet, bei ihr und der gemeinsamen Familie zu bleiben. Matts Entschluss und auch seine Vernachlässigung von Peyton treiben einen tiefen Keil in seine Ehe, die bereits seit mehreren Jahren durch Matts und Janes unterschiedliche Herkunft belastet ist.
Als Matt in den Amerikanischen Unabhängigkeitskrieg zieht, nimmt Jane die Kinder und sucht Zuflucht bei Fleetwood. Doch als Janes herangewachsene Söhne mit Fleetwood, einem eingefleischten Royalisten, in einen Streit geraten, folgen sie ihrem Vater an die Frontlinien, um für ihre demokratische Überzeugung zu kämpfen. Als Peyton im Kampf sein eigenes Leben riskiert, beginnt Matt seinen ältesten Sohn zu respektieren und zu schätzen. Auch er und Jane finden wieder zueinander.

## Hintergrund
Die Dreharbeiten fanden unter anderem in Santa Cruz und an Originalschauplätzen in Williamsburg statt.
The Howards of Virginia wurde am 19. September 1940 in New Yorks Radio City Music Hall uraufgeführt, erwies sich jedoch als Flop an den US-amerikanischen Kinokassen.

## Kritiken
„Als Zeitdokument des sozialen Fortschritts ist dieser Film eine meisterliche Arbeit“, lobte seinerzeit Bosley Crowther von der New York Times. Martha Scott sei in der Rolle der Jane „exzellent“. Die Schwachstelle und „einzige Enttäuschung“ des Films sei Cary Grant in der Rolle des Matt. Entstanden sei dennoch und trotz einer Länge von zwei Stunden „einer der bislang besten Historienfilme“.
Auch rückblickend zeige der Film, so Craig Butler vom All Movie Guide, dass selbst ein so gestandener Leading Man wie Cary Grant nicht alles könne. Grant sei deshalb nicht schlecht in der Rolle eines einfachen Mannes, aber ziemlich fehlbesetzt. Seine charmante Art komme stets zum Vorschein, was zwar nicht zu seiner Figur passe, aber immerhin für „angenehme“ Unterhaltung sorge. Martha Scott und Cedric Hardwicke seien dagegen adäquat besetzt. Das Drehbuch wiederum sei „ziemlich langweilig“ und für den Zuschauer nicht ohne Weiteres nachvollziehbar. Die „eher durchschnittliche Regie“ mache es auch nicht besser.

## Auszeichnungen
Der Film war bei der Oscarverleihung 1941 in den beiden Kategorien Beste Filmmusik und Bester Ton nominiert.